# Xanthichthys greenei
Xanthichthys greenei (Pyle & Earle, 2013) è un pesce d'acqua salata appartenene alla famiglia Balistidae.